# NGC 6124
Az NGC 6124 (más néven Caldwell 75) egy nyílthalmaz a Scorpius (Skorpió) csillagképben.

## Felfedezése
Az NGC 2477 nyílthalmazt Nicolas-Louis de Lacaille abbé fedezte fel 1751-ben vagy 1752-ben egy dél-afrikai utazása alkalmával.

## Megfigyelési lehetőség
Magyarországról nem látható. Az északi szélesség 39°-tól délre az év bizonyos időszakaiban megfigyelhető.